# 切爾尼戈夫車站
切爾尼戈夫車站（羅馬化：Chernihiv）是位於烏克蘭北部切爾尼戈夫的一座鐵路車站，由西南铁路局管理。現有的車站建築於1948年由蘇聯建築師格拉納特金·根納季·伊万諾維奇建造。
1986年4月切爾諾貝利核電站發生事故後，切爾尼戈夫-奧夫魯奇段的鐵路運輸過境交通被停止。
1999年，車站在原建築的基礎上進行了翻新。

## 圖集

切爾尼戈夫車站
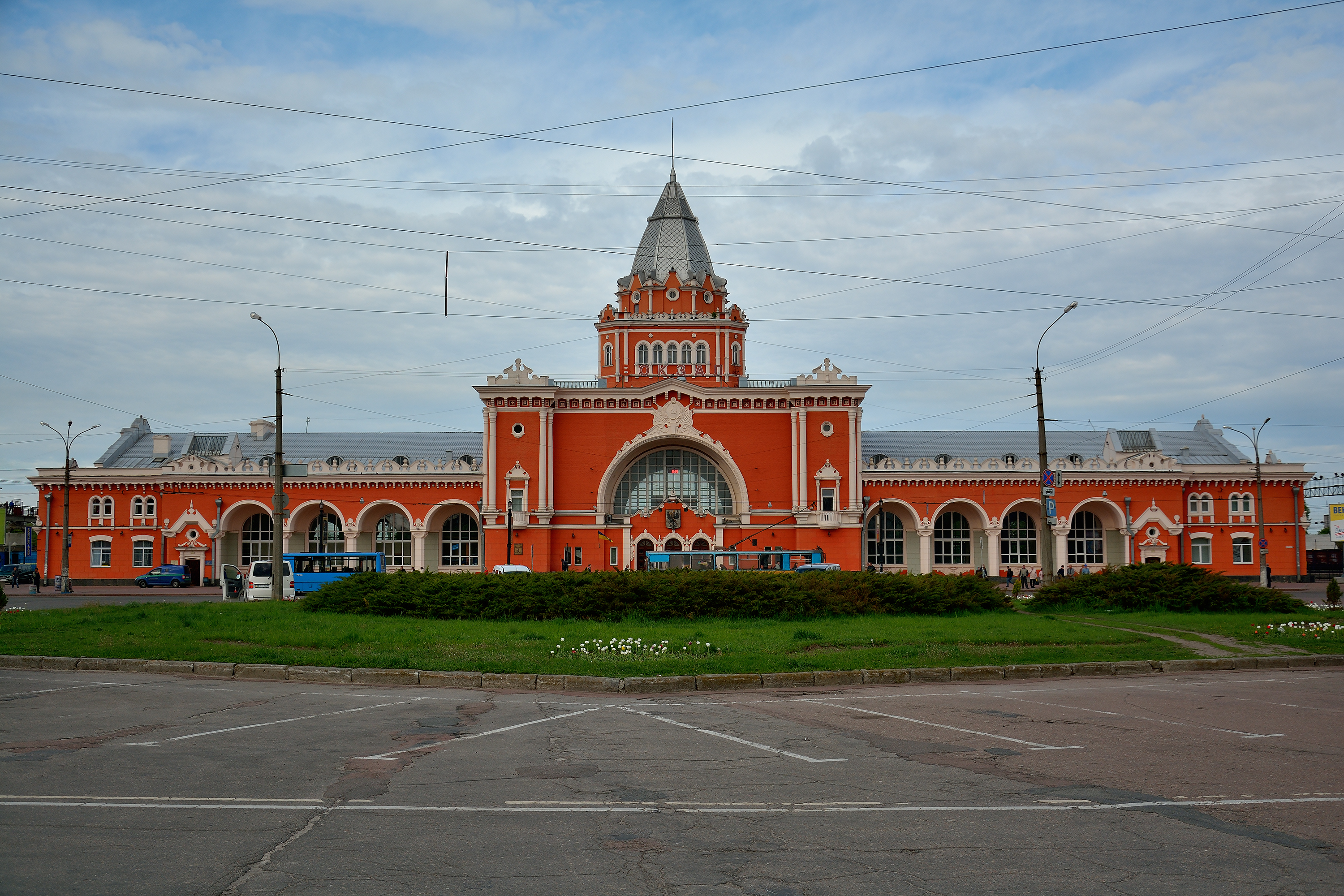
車站正面
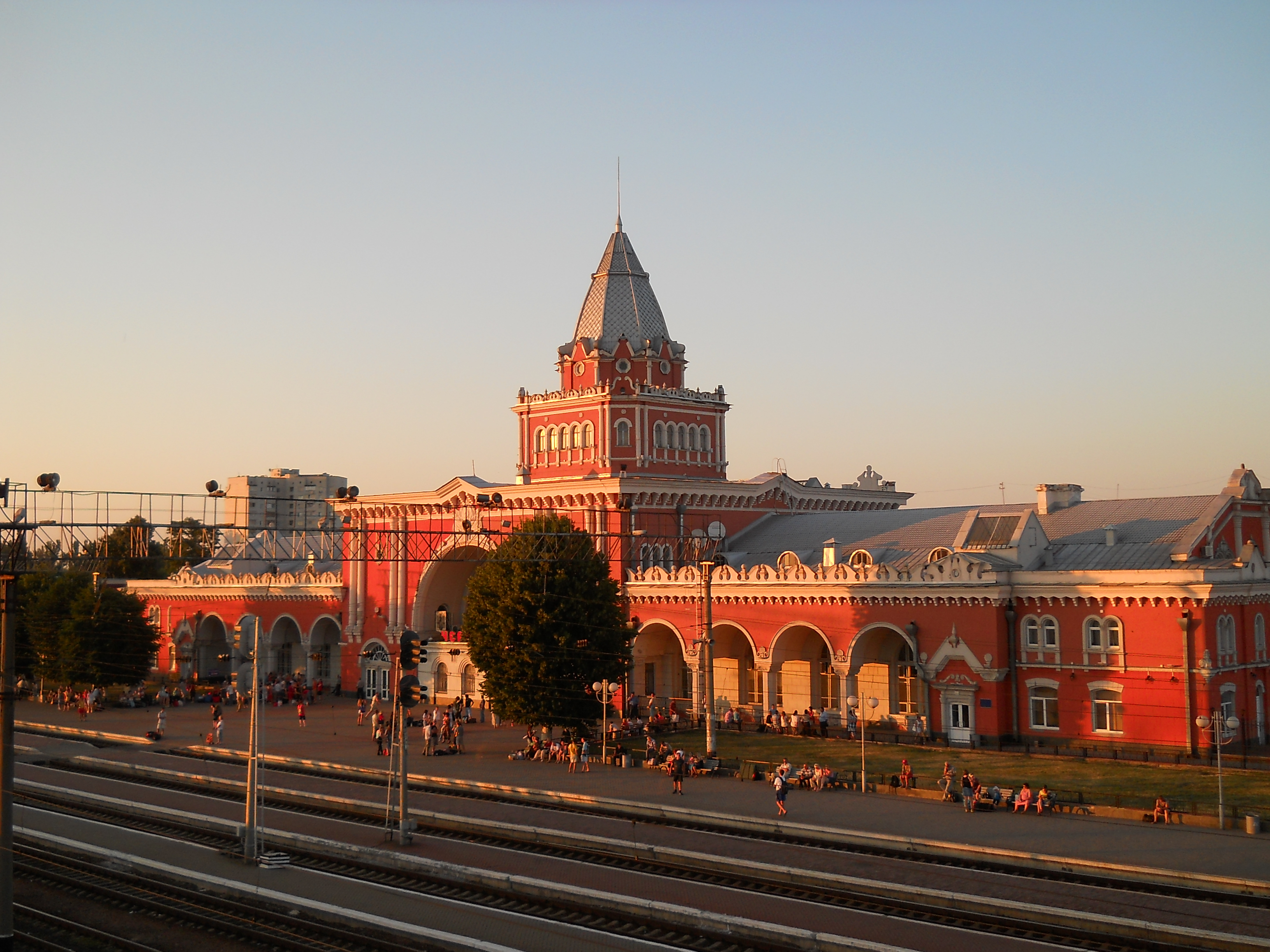
從軌道上所見車站
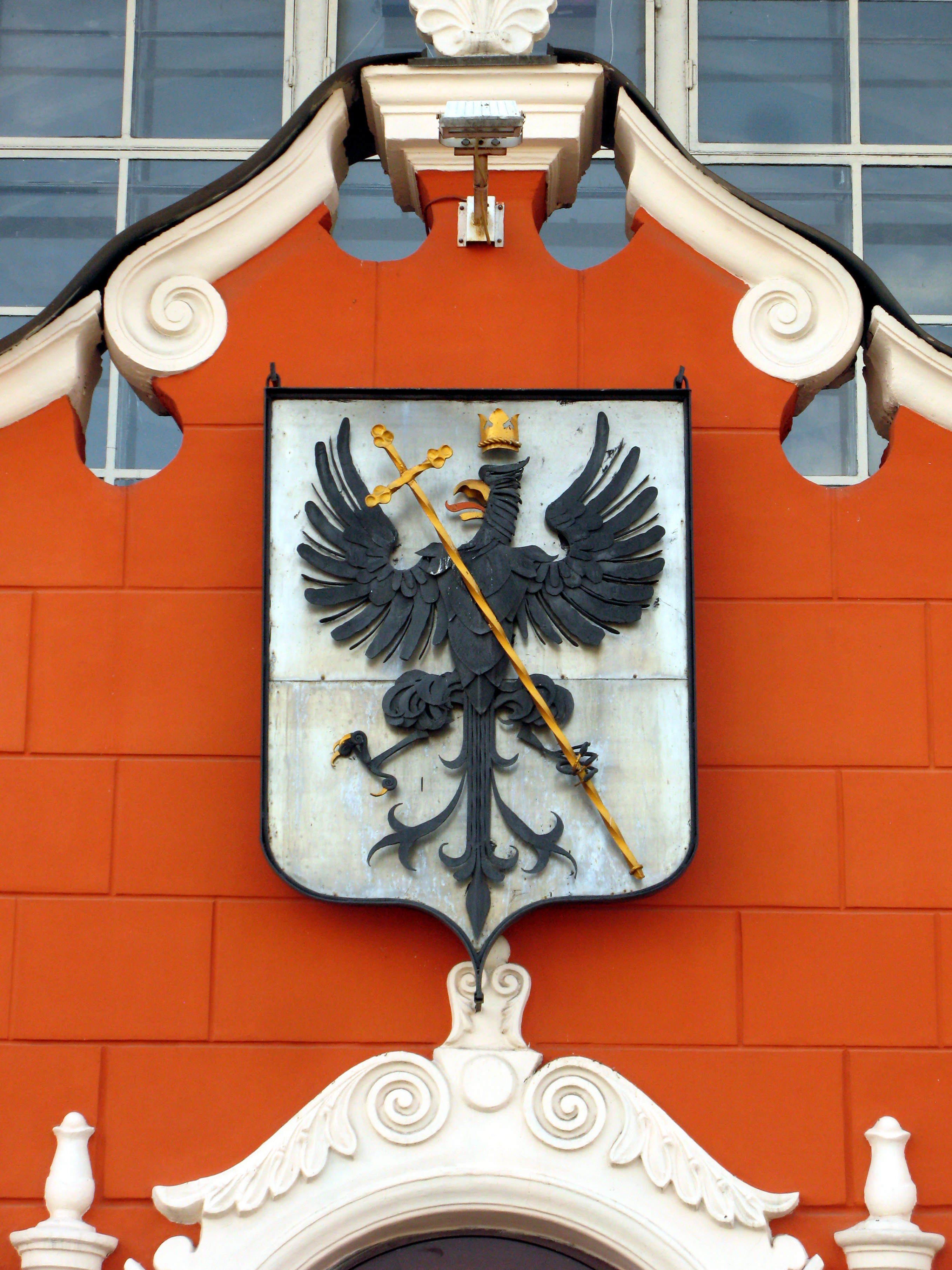
立面上的城市徽章
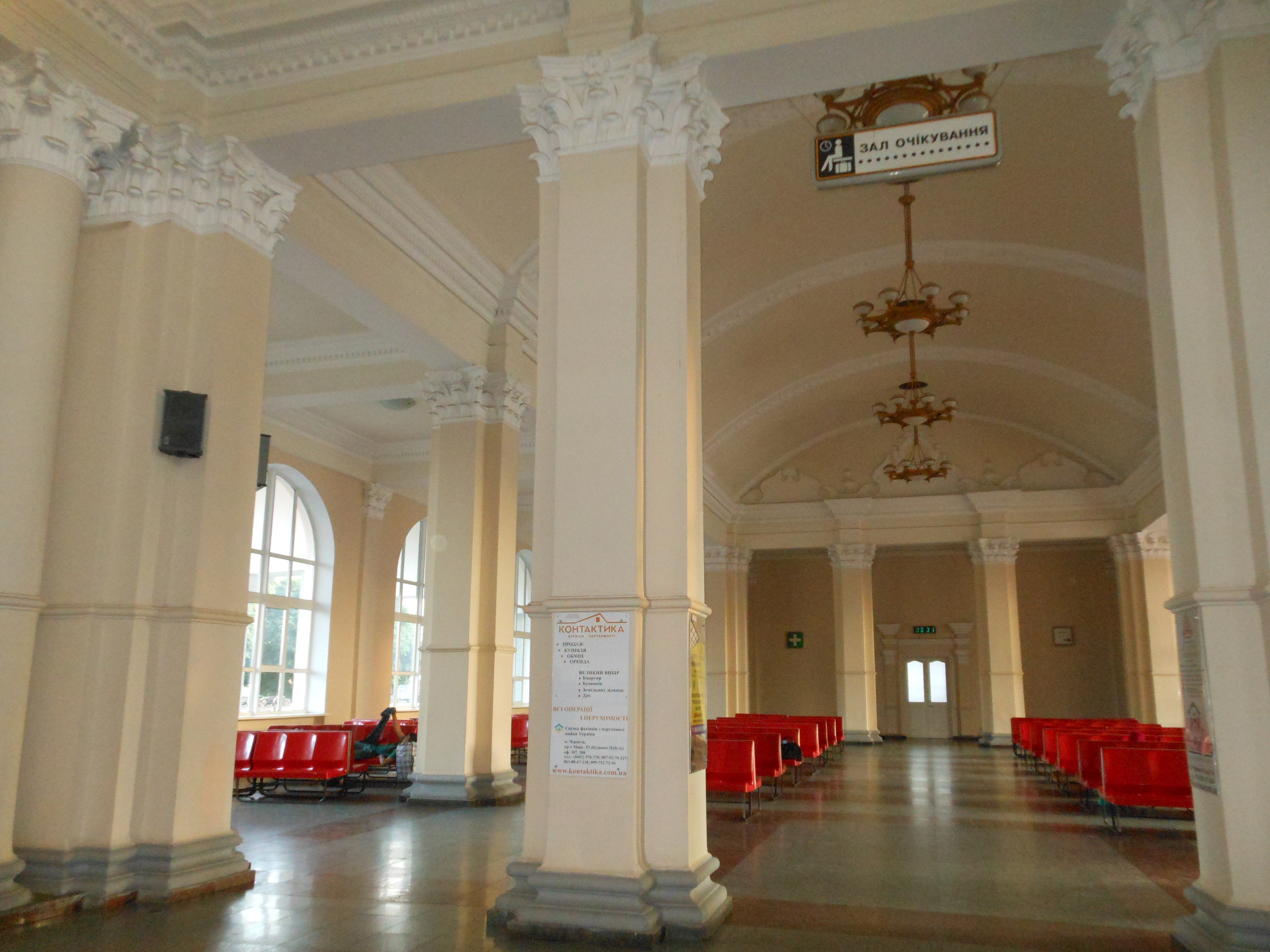
內部
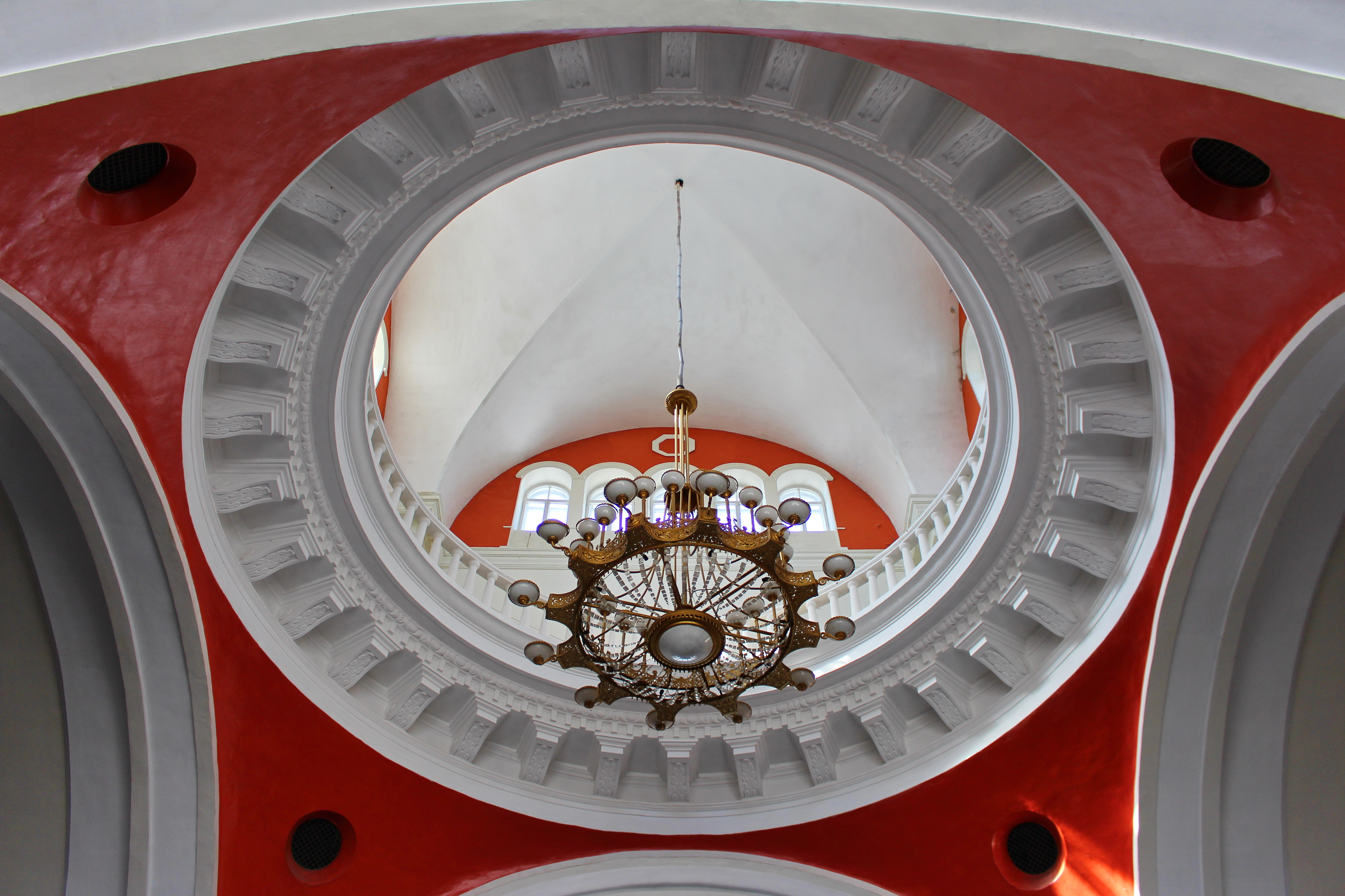
中央大廳的吊燈